# Sainte-Croix, Aisne

Sainte-Croix este o comună în departamentul Aisne din nordul Franței. În 1 ianuarie 2022 avea o populație de 130 de locuitori.